# Active Denial System
Active Denial System (ADS) (на английски: „Система за активно отхвърляне“) е несмъртоносно оръжие с насочена енергия, разработено от въоръжените сили на САЩ с цел охрана на периметър и контрол на масите. Известно е още като „топлинен лъч“ – heat ray, тъй като загрява повърхността на човешката кожа.

## Начин на действие
Устройството създава електромагнитно излъчване с честота 95 GHz (дължина на вълната 3,2 mm), и я насочва чрез антена към субектите. Микровълните проникват в епидермиса на кожата и я нагряват до около 55° по Целзий, предизвиквайки силно болезнено усещане за изгаряне (въпреки че не причиняват истинско изгаряне). Лъчът може да бъде поддържан фокусиран на разстояние до около половин километър, и лесно прониква през дебело облекло. Стени го спират.

## Демонстрация
Напълно оборудвана и действаща система е демонстрирана на 24 януари 2007 г. в авиационната база Мууди, Джорджия, САЩ.